# Ford Endura-D-motor
Ford Endura-D-motoren er en dieselmotor på 1.753 cm³ (1,8 liter) benyttet i forskellige bilmodeller produceret af Ford, som f.eks. Ford Escort, Ford Focus, Ford Fiesta, Ford Mondeo, Ford Sierra og Ford Transit Connect.

## Historie
Oprindeligt navngivet "Lynx" og på topdækslet mærket "1.8 DIESEL", var det en motor som blev brugt i Fords modelprogram siden de senere 1980'ere i modeller som f.eks. 3. generation af Ford Fiesta, 4. generation af Ford Escort, Ford Sierra og 1. generation af Ford Mondeo. 1,8'eren selv var en videreudvikling af den (dengang nye) 1,6 dieselmotor, som først kom i 3. generation af Ford Escort og 2. generation af Ford Fiesta.
Stadigvæk navngivet "Lynx" stod der på senere motorer Endura-DE på ventildækslet, og denne motor blev introduceret i 4. generation af Ford Fiesta, 6. generation af Ford Escort og 2. generation af Ford Mondeo.

## Konstruktion
Endura-DE-motoren havde støbejernsblok og -cylinderhoved med indirekte indsprøjtning, hvilket betød at der var indbygget et hvirvelkammer i cylinderhovedet. Motoren brugte aluminium til visse andre komponenter for at minimere vægten af motoren. Motoren havde enkelt overliggende knastaksel og 8 ventiler. Knastakslen blev trukket af en tandrem drevet fra krumtapakslen, ligesom indsprøjtningspumpen blev drevet af en anden tandrem fra knastakslen. Indsprøjtningspumpen er af fordelertypen, og normalt af mærket Lucas CAV.
I Ford Fiesta og visse modeller af Ford Escort (normalt varebiler og basismodeller) var Endura-DE motoren en sugemotor med en maksimal effekt på 44 kW (60 hk). I øvrige Ford Escort-modeller havde motoren turbolader og en effekt på 51 kW (69 hk), og i Ford Sierra 55 kW (75 hk). Visse Escort-modeller og alle dieselmodeller af Ford Mondeo havde også ladeluftkøler og 65 kW (88 hk) eller 66 kW (90 hk).

## Opdatering
Motoren blev ændret i 1998 og hed derefter Endura-DI eller TDDI (ikke at forveksle med 2.0 TDDI-motoren benyttet i 3. generation af Ford Mondeo). Den havde altid turbolader og 55 kW (75 hk), og blev benyttet i 5. generation af Ford Fiesta og Ford Transit Connect. Tilføjelsen af en ladeluftkøler øgede effekten til 66 kW (90 hk) til brug i Ford Focus.
Endura-DI-motoren havde støbejernsblok og cylinderhoved med direkte indsprøjtning, hvilket betød at brændstoffet blev sprøjtet direkte ind i forbrændingskammeret. Motoren brugte aluminium til visse andre komponenter for at minimere vægten af motoren. Motoren havde enkelt overliggende knastaksel og 8 ventiler. Knastakslen blev trukket af en tandrem drevet fra krumtapakslen, ligesom indsprøjtningspumpen blev drevet af en anden tandrem fra knastakslen. Indsprøjtningspumpen er en elektronisk styret pumpe af fordelertypen, typisk produceret af Bosch.
Motoren havde en del fordele frem for den tidligere generation af dieselmotorer fra Ford, som f.eks. den elektronisk styrede indsprøjtningspumpe, også kendt som "fly-by-wire". Derudover blev det traditionelle bundkar erstattet af et af aluminium. Motoren havde også oliekøler.
Mange mekaniske komponenter fra TDDI-motoren blev genbrugt eller modificeret i detaljer til brug i den senere TDCi-motor med commonrail-indsprøjtning, også kendt som Duratorq. 
| Motor | Spire Denne artikel om motorer og motordele er en spire som bør udbygges. Du er velkommen til at hjælpe Wikipedia ved at udvide den. |